# Элиан (узурпатор)
Элиан (лат. Aelianus) — римский император-узурпатор в 285—286 годах.
Элиан был лидером восстания галльских и испанских багаудов вместе с Амандом в правление императора Диоклетиана. Восстание было подавлено полководцем Максимиана Геркулия Караузием в 286 году. В следующем году Караузий восстал в Британии. Аврелий Виктор «О цезарях»: 

…некие Элиан и Аманд, набрав шайку разбойников среди поселян, которых местные жители называют багаудами, опустошили много полей и пытались захватить многие города, он сейчас же направил туда с неограниченной военной властью своего друга Максимиана.